# Temporada de tufões no Pacífico de 2021
A temporada de tufões no Pacífico de 2021 foi um evento contínuo no ciclo anual de formação de ciclones tropicais, no qual ciclones tropicais se formam no oeste do Oceano Pacífico. A temporada decorre durante o ano todo, sem limites sazonais, embora a maioria dos ciclones tropicais se desenvolvam normalmente entre maio e outubro. A primeira tempestade da temporada, Dujuan, desenvolveu-se em 16 de fevereiro. O primeiro tufão da temporada, Surigae (Bising), atingiu o status de tufão em 16 de abril. Tornou-se o primeiro supertufão do ano no dia seguinte, tornando-se também um dos ciclones tropicais mais fortes já registrados no mês de abril. Surigae também foi o mais poderoso ciclone tropical registrado no planeta durante o ano de 2021. A maioria dos danos totais incorridos nesta temporada de tufões provieram do tufão In-fa; chegando a pelo menos USD 1 bilhão. O tufão mais mortal da temporada foi o tardio tufão Rai, com 401 mortes registradas.
O escopo deste artigo é limitado ao Oceano Pacífico ao norte do equador entre 100°E e 180º meridiano. No noroeste do Oceano Pacífico, existem duas agências distintas que atribuem nomes aos ciclones tropicais, que muitas vezes podem resultar em um ciclone com dois nomes. Agência Meteorológica do Japão (JMA) nomeará um ciclone tropical caso seja julgado que tem velocidades de vento sustentadas de 10 minutos de pelo menos 65 km/h (40 mph) em qualquer lugar da bacia, enquanto a Administração de Serviços Atmosféricos, Geofísicos e Astronômicos das Filipinas (PAGASA) atribui nomes aos ciclones tropicais que se movem ou se formam como uma depressão tropical em sua área de responsabilidade localizada entre 135° E e 115° E e entre 5° N-25° N, independentemente de um ciclone tropical já ter ou não receber um nome da JMA. Depressões tropicais monitoradas pelo Joint Typhoon Warning Center dos Estados Unidos (JTWC) recebem um número com um sufixo "W".

## Previsões sazonais
| Previsões TSR Data     | Tempestades tropicais | Tufões totais      | TT intensas           | ECA                     | Ref.  |
| ---------------------- | --------------------- | ------------------ | --------------------- | ----------------------- | ----- |
| Média (1965–2020)      | 26                    | 16                 | 9                     | 294                     | [ 3 ] |
| 11 de maio de 2020     | 24                    | 15                 | 9                     | 270                     | [ 3 ] |
| Outras previsões Data  | Centro de previsões   | Datas              | Datas                 | Sistemas                | Ref.  |
| 27 de dezembro de 2020 | PAGASA                | janeiro–março      | janeiro–março         | 0–3 ciclones tropicais  | [ 4 ] |
| 27 de dezembro de 2020 | PAGASA                | abril–junho        | abril–junho           | 1–4 ciclones tropicais  | [ 4 ] |
| 23 de junho de 2021    | PAGASA                | julho–setembro     | julho–setembro        | 5–9 ciclones tropicais  | [ 5 ] |
| 23 de junho de 2021    | PAGASA                | outubro–dezembro   | outubro–dezembro      | 5–8 ciclones tropiciais | [ 5 ] |
| temporada de 2021      | Centro de Previsão    | Ciclones tropicais | Tempestades tropicais | Tufões                  | Ref.  |
| Atividade atual:       | JMA                   | 41                 | 22                    | 9                       |       |
| Atividade atual:       | JTWC                  | 29                 | 22                    | 11                      |       |
| Atividade atual:       | PAGASA                | 15                 | 11                    | 5                       |       |

Durante o ano, vários serviços meteorológicos nacionais e Agências científicas preveem quantos ciclones tropicais, tempestades tropicais e tufões se formarão durante uma temporada e quantos ciclones tropicais afetarão um determinado país. Estas agências incluíam o Consórcio Tropical Storm Risk (TSR) da University College London, da PAGASA e da Agência Meteorológica Central de Taiwan. A primeira previsão foi lançada pela PAGASA em 27 de dezembro de 2020, em suas previsões mensais sazonais do clima, prevendo o primeiro semestre de 2021. A PAGASA fez a previsão que apenas 0-3 ciclones tropicais se formem ou entrem na área de responsabilidade das Filipinas entre janeiro e março, enquanto 1-4 ciclones tropicais se formarão entre abril e junho. A PAGASA também previu que o La Niña em curso poderia persistir até o final do primeiro trimestre de 2021. as previsões para a tempestade Tropical Risk (TSR) foram as suas primeiras e alargadas previsões para o dia 11 de Maio. A TSR prevê uma temporada ligeiramente abaixo da média, com 24 tempestades tropicais, 15 tufões e 9 tufões intensos a se formarem durante a temporada.
Em 23 de junho, a PAGASA divulgou as suas perspectivas climáticas mensais para o resto de 2021, prevendo 5 a 9 ciclones tropicais em desenvolvimento ou entrando em sua área de responsabilidade de julho a setembro, e 5 a 8 ciclones tropicais de outubro a dezembro. A TSR emitiu uma atualização das suas previsões em 7 de julho, reiterando as suas expectativas de atividade ligeiramente abaixo da média.

## Resumo sazonal
A temporada começou em Janeiro com uma depressão tropical fraca e de curta duração que causou danos às Filipinas. Em meados de fevereiro, outra depressão tropical formou-se, antes de ser atribuído o nome local Auring pela PAGASA. O sistema então fortaleceu-se para uma tempestade tropical, sendo dado o nome de Dujuan pela AMJ, tornando-se a primeira tempestade nomeada do ano. Outra depressão tropical formou-se em março, embora tenha sido de curta duração, dissipando-se pouco depois de se formar. Em 12 de abril, uma depressão tropical formou-se a sul de Woleai. O sistema fortaleceu-se para uma tempestade tropical, recebendo o nome de Surigae pela AMJ. No dia 15 de abril, foi ainda atualizado para uma tempestade tropical severa, antes de ser atualizado para um tufão no dia seguinte, e para um super tufão no dia 17 de abril, tornando-se o primeiro da temporada e o ciclone mais forte registado no mês de abril no Hemisfério Norte, no entanto, não atingiu terra firme. Em meados de maio, uma nova depressão tropical foi nomeada Crising pela PAGASA e fez desembarque (landfall) em Baganga, Davao Oriental como uma fraca tempestade tropical, causando danos mínimos devido ao seu pequeno tamanho. Duas depressões tropicais se formaram em 29 e 30 de maio, respectivamente, com o primeiro sendo atribuído o nome local Dante pela PAGASA. Dante intensificou-se para uma tempestade tropical, recebendo o nome de Choi-wan, antes de se mover sobre as Filipinas e atingir terra oito vezes, trazendo danos generalizados para o país. Uma depressão tropical formou-se atrás de Choi-wan em 30 de maio e não se desenvolveu mais. O segundo tufão da temporada, Champi, ameaçou brevemente as Ilhas Ogasawara antes de se repetir através das principais ilhas japonesas. Outra depressão formou-se no final de junho; ela permaneceu fora de todas as massas de terra enquanto duas depressões tropicais se formaram no início de julho, com ambas afetando a terra. Um deles foi chamado Emong pela PAGASA. Em meados de julho, o In-fa formou-se e tornou-se o terceiro tufão da temporada. A tempestade contribuiu para chuvas e enchentes no leste da China ao atingir terra (landfall) perto de Xangai. Enquanto isso, a tempestade tropical Cempaka afetou o sul da China e o norte do Vietname. Outra tempestade tropical, Nepartak, formou-se quando Cempaka fez desembarque. Nepartak afetou o Japão no final de julho, interrompendo os Jogos Olímpicos de verão de 2020, antes de se tornar extratropical no mar do Japão. No final de julho, a atividade explodiu abruptamente quando oito depressões tropicais se formaram em uma semana. Metade deles eram de curta duração e dissiparam-se sem se tornarem tempestades tropicais. Outra depressão, e os três restantes foram chamados de Lupit, Nida e Mirinae. Lupit e Mirinae ameaçaram o Japão enquanto Nida ficou no mar. Um sistema do Pacífico Central viajou uma longa distância e tornou-se a tempestade Tropical Omais sobre o Mar das Filipinas. Depois de Omais, os trópicos permaneceram quietos até o início de setembro, quando Conson rapidamente se intensificou para se tornar um tufão em menos de 24 horas antes de atingir as Filipinas e Chanthu se tornou o segundo super tufão de categoria 5 da temporada. Após a dissipação de Chanthu, houve uma pausa na atividade até o tufão Mindulle e a tempestade tropical Dianmu se formarem. Dianmu logo fez "landfall" no Vietnã e dissipou-se, mas Mindulle tornou-se o terceiro super tufão de categoria 5 da temporada. Logo em seguida, no mês de outubro, três tempestades tropicais, como Lionrock, Kompasu e Namtheun, formaram-se onde Lionrock fez "landfall" sobre o Vietnã e Kompasu sobre as Filipinas e a China, causando danos agrícolas. Kompasu fez "landfall" nas Filipinas e mais tarde na China, causando inundações, danos à infraestrutura e danos agrícolas. A depressão Tropical Nando também se formou no início de outubro, mas foi absorvida por Kompasu. Namtheun inicialmente atingiu o pico como uma tempestade tropical mínima, mas inesperadamente as condições tornaram-se brevemente mais favoráveis e atingiu o pico como um tufão mínimo. O sistema transitou para um baixo extratropical antes de explodir intensificando-se em um ciclone de bombas e impactando o noroeste do Pacífico. No final de outubro, Malou atingiu o pico como um tufão de categoria 2, e apenas atingiu as Ilhas Bonin. No Mar do Sul da China, a depressão tropical 26W formou-se antes de fazer "landfall" no sul do Vietnã e causando enchentes torrenciais. Após uma pausa incomum de quatro semanas de inactividade, Nyatoh formou-se em 29 de novembro e mais tarde fortaleceu-se para um tufão em 1 de dezembro. Mais tarde, tornou-se um super tufão que passou a ser um ciclone extratropical.

## Sistemas

### Tempestade tropical Dujuan (Auring)
A tempestade tropical Dujuan, conhecida nas Filipinas como tempestade tropical Auring, foi uma tempestade tropical que causou fortes chuvas nas Filipinas e em Palau, causando pequenos danos. Dujuan foi a segunda depressão e a primeira tempestade nomeada da temporada de tufões de 2021 no Pacífico. Dujuan começou como uma depressão tropical no mar das Filipinas, que lentamente seguiu para o noroeste em direção às Filipinas. Sua força oscilou de 19 a 21 de fevereiro devido ao ambiente desfavorável perto da tempestade na época. O sistema foi declarado uma tempestade tropical antes de sua chegada na Ilha Batag, Laoang, Northern Samar em 22 de fevereiro.

### Tufão Surigae (Bising)
O tufão Surigae ou Bising foi um poderoso ciclone tropical muito severo de categoria 5 que ameaçou a costa das Filipinas. Ele se tornou o mais forte tufão de abril já registrado.  A quarta depressão tropical, a segunda tempestade nomeada e o primeiro tufão da temporada de tufões do Pacífico de 2021, Surigae se originou de uma área de baixa pressão ao sul da ilha da Micronésia de Woleai que logo se transformou  numa depressão tropical em 12 de abril. Às 18:00 UTC+9 de 14 de abril de 2021, se transformou numa tempestade tropical e foi batizada de Surigae pela JMA.  A formação de um olho e o aumento dos ventos levaram o JMA a atualizá-lo para uma forte tempestade tropical em 13 de abril. A tormenta começou a se intensificar gradualmente e, no final de 15 de abril, Surigae tornou-se um tufão.

### Depressão tropical 03W (Crising)
Em 11 de maio, o JTWC notou uma área de convecção persistente no Mar das Filipinas, aproximadamente 184 nmi (341 km) a oeste de Palau. O JTWC emitiu um TCFA para a convecção em 12 de maio, uma vez que se desenvolveu num ambiente com baixo cisalhamento vertical do vento e temperaturas quentes na superfície do mar. Apenas três horas depois, a agência reconheceu que a área de convecção se tinha rapidamente consolidado para uma depressão tropical e atribuiu-lhe o identificador de 03W, a AMJ também reconheceu a tempestade como uma depressão tropical enquanto estava a leste de Mindanao. Desde que a tempestade se desenvolveu dentro da área de responsabilidade das Filipinas, a PAGASA imediatamente nomeou a tempestade Crising, uma vez que a agência reconheceu-a como uma depressão tropical, e mais tarde levantou o Aviso Sinal No. 2 para áreas em Mindanao. Nas primeiras horas de 13 de maio, o JTWC classificou o sistema para uma tempestade tropical, com a PAGASA seguindo o exemplo horas depois. Mais tarde naquele dia, o centro de circulação de baixo nível de Crising ficou exposto devido ao cisalhamento do vento, e perdeu a organização. Às 20h20 (UTC), Crising fez desembarque em Baganga, Davao Oriental como uma tempestade tropical enfraquecendo-se. Ele rapidamente se degradou assim que fez o desembarque, com o JTWC e a PAGASA a desclassificá-lo para uma depressão tropical às 15h00 UTC. Às 03h00 UTC desse dia, a PAGASA informou que o sistema degenerou para uma área de baixa pressão nas proximidades de Piagapo, em Lanao del Sur, levantando assim todos os sinais de aviso em Mindanao e emitindo o seu aviso final. Em 14 de Maio, o sistema dissipou-se sobre o mar de Sulu, e tanto a AMJ quanto o JTWC emitiram seus avisos finais sobre a tempestade.
Nos preparativos para a tempestade, o governo local de Davao Ocidental levantou um alerta azul em 13 de maio, com as autoridades na área preparando equipamentos de resgate em caso de emergência. A PAGASA também avisou os pequenos navios perto da área para ficarem longe dos mares agitados causados pela tempestade. Foi ordenado que as escolas fossem suspensas a partir desse dia em Davao Ocidental, incluindo a apresentação de módulos.[73] Quando Crising fez desembarque, causou chuvas generalizadas e inundações em Mindanao e Visayas do Sul. Ventos fortes também foram sentidos em partes de Mindanao onde a tempestade passou. Em Baganga, algumas árvores foram derrubadas por ventos fortes, enquanto ventos fortes com chuvas fortes foram relatados em Cateel e Boston. Três homens e um carabao foram obrigados a ser resgatados do rio Kabacan nas primeiras horas de 14 de Maio.; eles foram libertados com sucesso em segurança do referido rio. Um centro de evacuação no sul de Upi, Maguindanao foi relatado inundado e algumas culturas perto do centro foram submersas em águas pluviais, tudo devido a um rio nascente perto da área.[74] Os prejuízos agrícolas foram estimados em ₱23,2 milhões (us$486.000).

### Tempestade tropical Choi-wan (Dante)
A tempestade tropical Choi-wan, conhecida nas Filipinas como tempestade tropical Dante, foi uma tempestade tropical que causou inundações moderadas e danos nas Filipinas e também afetou Taiwan no início de junho de 2021. A terceira tempestade nomeada da temporada de tufões de 2021 no Pacífico, Choi-wan, originou-se de uma área de baixa pressão, localizada ao sul-sudeste de Guam, perto de um sistema de fermentação. Alimentado por um ambiente favorável à ciclogênese tropical, desenvolveu-se em uma depressão tropical, dois dias depois, ao se mover para o oeste. Às 00:00 UTC de 31 de maio, o sistema fortaleceu-se para uma tempestade tropical e foi batizado de Choi-wan pela JMA. Embora a tempestade ainda estivesse localizada nas condições condutivas do mar das Filipinas enquanto se movia para noroeste, uma depressão atmosférica tropical superior a nordeste interrompeu a intensificação do sistema, com a convecção de Choi-wan deslocada para o sul de sua circulação em imagens de satélite.

### Tempestade tropical Koguma
Em 10 de junho, o JTWC começou a monitorar uma área de baixa pressão no Mar do Sul da China, aproximadamente 518 km ao sul de Hong Kong, com o primeiro classificando o sistema como uma depressão de Monção. Seguindo para oeste-noroeste, a tempestade estava localizada em um ambiente favorável para um maior desenvolvimento, com temperaturas quentes na superfície do mar e baixo cisalhamento do vento, sendo compensada pela falta de divergência no alto. Às 06:00 UTC de 11 de junho, a AMJ classificou o sistema para uma depressão tropical. Seis horas depois, o JTWC emitiu um TCFA para o sistema. A 12 de junho, às 03:00 UTC, o JTWC atualizou o sistema para uma depressão tropical, atribuindo-lhe a designação 05W. Três horas mais tarde, às 06:00 UTC, o JMA atualizado o sistema para uma tempestade tropical, atribuindo-lhe o nome de Koguma. Mais três horas depois, o JTWC também classificou o sistema para uma tempestade tropical. No dia seguinte, a tempestade fez desembarque no extremo norte do Vietnã e dissipou-se mais tarde naquele dia.

### Tufão Champi
Às 00: 00 UTC de 18 de junho, o JTWC começou a rastrear uma ampla área de convecção de cerca de 250 km a sudoeste de Pohnpei. O sistema permaneceu fraco à medida que se movia para noroeste em um ambiente favorável para uma maior intensificação, caracterizada por temperaturas quentes da superfície do mar, cisalhamento de vento baixo a moderado e bom fluxo de saída. A perturbação permaneceu fraca à medida que avançava para noroeste. O JTWC emitiu um TCFA no sistema dois dias depois, embora o sistema permanecesse desorganizado. A AMJ classificou o sistema para uma depressão tropical às 00:00 UTC de 21 de junho. Entretanto, o JTWC designou-o como 06W no seu primeiro Aviso sobre o sistema, com um LLCC exposto sendo evidente em imagens de satélite devido ao cisalhamento moderado do vento, sendo induzido por um cavado Tropical superior tropósférico a norte. Às 21:00 de 21 de junho, o 06W fez a sua passagem mais próxima para o sudoeste de Guam, continuando a sua rota noroeste. Em 22 de junho, às 06:00 UTC, o JTWC classificou o sistema para uma tempestade tropical, continuando a se afastar de Guam. A AMJ seguiu e classificou o sistema como uma tempestade tropical, em 23 de junho às 00:00 UTC, e atribuiu-lhe o nome de Champi. Às 18:00 UTC, a AMJ classificou a tempestade para uma tempestade tropical severa ao virar para noroeste. Nesse momento, um scan de microondas de Champi revelou uma característica ocular emergindo no sistema; no entanto, isso foi de curta duração, pois o ar seco continuou a impactar a tempestade a partir do Oeste. Além disso, o fluxo de saída do sistema em direção ao polo permaneceu fraco em 24 de junho, restringindo Champi a desenvolver-se significativamente. No entanto, no dia seguinte, quando um cavado de ondas curtas atravessou as ilhas Ryukyu, o fluxo de saída aumentou na tempestade, o que lhe permitiu intensificar-se ainda mais. Em 25 de junho, às 06:00 UTC, a AMJ declarou oficialmente a tempestade como um tufão. O JTWC logo se seguiu, atualizando o status num tufão de categoria 1. Nesse momento, Champi virou para norte e norte-noroeste, e, posteriormente, atingiu o seu pico de intensidade de 120 km/h por 10 minutos, com uma pressão barométrica mínima de 980 hPa (28.94 inHg) pelas 21:00 UTC de 25 de junho, no entanto, ele foi rebaixado para uma tempestade tropical um dia depois. A tempestade continuou a se enfraquecer à medida que avançava em direção às ilhas japonesas, até que em 27 de junho, a AMJ emitiu seu último aviso às 12:00 UTC quando o sistema se tornou uma baixa extratropical. O JTWC emitiu também o seu último aviso para Champi às 09:00 UTC do mesmo dia.
Na sequência da depressão tropical, o Serviço Nacional de Meteorologia de Guam emitiu um alerta de tempestade tropical para Rota nas Ilhas Marianas do Norte e um aviso de tempestade tropical para toda a ilha de Guam em 21 de junho. Avisos de inundações repentinas e inundações marítimas também foram emitidos no primeiro e em Saipã, Tinian e outras ilhas no leste e sul, enquanto as aulas em um ensino fundamental e um ensino médio no último foram suspensas no dia seguinte devido a uma falha de energia relatada. Verificaram-se igualmente perturbações elétricas em Chalan Pago, Toto / Canadá, e Santa Rita em Guam devido à aproximação do sistema. À medida que se afastava da ilha e das Marianas, o Alerta e o Aviso sobre estas áreas foram levantados às 01:00 UTC de 22 de junho. Nas Ilhas Bonin, os residentes na área foram avisados de mar agitado e ventos fortes causados por Champi.

### Depressão tropical 07W (Emong)
Em 2 de julho, o JTWC começou a monitorar uma perturbação tropical a Sudoeste de Guam. Movendo-se para Noroeste, a perturbação estava localizada em um ambiente propício à intensificação no Mar das Filipinas, com temperaturas quentes da superfície do mar, e baixo cisalhamento do vento, além de um bom fluxo de saída para o poente, a ser induzido por um vale de nível superior a Noroeste. O AMJ classificou o sistema amplo e fraco para uma depressão tropical às 18:00 UTC do dia seguinte, seguida de um TCFA emitido pelo JTWC uma hora e meia depois. A PAGASA posteriormente classificou o sistema para uma depressão tropical às 02:00 UTC de 4 de julho, nomeando-o de Emong. Às 21:00 UTC, O JTWC também classificou o sistema para uma depressão tropical, designando-o como 07W. A PAGASA emitiu o seu último aviso sobre a depressão tropical Emong às 03:00 UTC quando se moveu para fora do PAR e também levantou os avisos que foram impostos mais cedo na esteira de Emong. Entretanto, a AMJ logo seguiu e emitiu o seu último aviso. O JTWC emitiu também o seu último aviso, uma vez que a sua convecção foi significativamente reduzida e a sua circulação de baixo nível dissipou-se rapidamente ao longo de seis horas.
Nas Filipinas, a localização próxima da depressão exigiu o aumento do sinal de Aviso de Tempestade Público No. 1 a partir de 4 de julho nas províncias de Batanes e na porção Nordeste de Cagayan, incluindo as Ilhas Babuyan. O escritório de Defesa Civil de Cagayan também estava em alerta azul no dia seguinte devido à tempestade, com a agência realizando uma avaliação pré-desastre com outros gabinetes do governo naquele dia. Os residentes nas zonas costeiras de Palanan, Divilacan, Maconacon e Dinapigue em Isabela também foram avisados da tempestade, enquanto as atividades de pesca na região foram proibidas devido a Emong.

### Depressão tropical 08W
Às 12:00 UTC de 3 de julho, a PAGASA começou a monitorar uma área de baixa pressão que se desenvolveu perto de Torrijos, Marinduque a 149 quilômetros ao Sul de Manila, seguido pela assessoria do Joint Typhoon Warning Center (JTWC) às 01:00 UTC do dia seguinte, citando o desenvolvimento do sistema como "baixa". Na análise desta última sobre a perturbação, as imagens multiespectrais e microondas do sistema mostraram um fraco centro de circulação de baixo nível sobre a parte oriental de Mindoro com convecção rápida na periferia Ocidental. Com o curso para Noroeste, a tempestade foi localizada em um ambiente condutivo para maior intensificação, com temperaturas quentes da superfície do mar de 30-31° C, e baixo cisalhamento de vento em torno da região e boa saída equatorial; no entanto, os modelos de previsões foram divididos em relação à tendência de fortalecimento da perturbação. Também naquele dia, às 15:00 UTC, a área de baixa pressão saiu da área de responsabilidade das Filipinas, que foi seguida pela Agência Meteorológica do Japão (AMJ), atualizando a tempestade para uma depressão tropical cerca de três horas depois. Eventualmente, o JTWC classificou a potencial tendência de intensificação do sistema para alto e, posteriormente, emitiu um alerta de formação de ciclones tropicais às 00:30 UTC de 6 de junho como uma circulação se tornou bem definida. Em seguida, mudou o seu movimento para oeste ao longo da periferia de uma alta subtropical no Norte e Noroeste à medida que se aproximava da Ilha Ainão. Pelas 06:00 UTC do dia seguinte, a perturbação moveu-se para o interior da região perto do condado autónomo Lingshui Li antes de emergir no Golfo de Tonquim, numa área de cisalhamento de vento baixo a moderado. Mais tarde, a perturbação começou a reorganizar-se; no entanto, forte gradiente de vento suprimiu sua intensificação, com convecção forte deslocada para o Oeste. Nove horas depois, o JTWC classificou o sistema para uma depressão tropical fraca, com ventos máximos sustentados de 45 km/h; a AMJ analisou a tempestade a 55 km/h e uma pressão barométrica mínima de 1000 hPa (29,53 inHg). No início da noite, a depressão, com o identificador de 08W do JTWC atingiu Thanh Hoa, Vietname com intensidade, antes de posteriormente, ser emitido seu aviso final como a agência confirmando que o sistema se tinha dissipado no interior, com as evidências de radar e imagens de satélite. A AMJ continuou a monitorizar o sistema até se dissipar às 00:00 UTC do dia 8 de julho sobre o Laos.

A PAGASA emitiu avisos de precipitação forte em 6 de julho, quando o precursor da depressão seguiu para perto das Filipinas. A Administração Meteorológica da China (CMA), o Observatório de Hong Kong (HKO) e o gabinete meteorológico e geofísico de Macau (SMG) emitiram avisos de ciclone tropical em 7 de julho. Os avisos emitidos pela HKO e pela SMG foram posteriormente levantados às 06:10 UTC (14:10 HKT) à medida que o sistema se afastava de Hong Kong e Macau. À medida que a depressão se aproximava do Vietname, o Ministério da Defesa Vietnamita preparou 264.272 militares e 1.979 veículos para potenciais emergências. As actividades aquícolas também foram temporariamente proibidas. Um pico de precipitação total de 94 mm foi registado em Sầm Sơn em 7 de julho. Mar agitado e inundações foram relatadas no distrito de Thanh Hóa em Hongng Hóa. Cerca de 7 hectares de culturas de arroz e um aquaduto de água na comuna de Minh Luong, o distrito de Van Ban foi inundado e lavado pelas inundações em Lao Cai.

### Tufão In-fa (Fabian)
O tufão In-fa, conhecido nas Filipinas como tufão Fabian, foi um ciclone tropical muito grande e prejudicial que trouxe grandes quantidades de precipitação e inundações recorde para a China, enquanto também impactou Taiwan, Filipinas e as ilhas Ryukyu. Também foi a primeira grande tempestade a impactar a cidade de Xangai desde o Tufão Mitag em 2019. A nona depressão, a sexta tempestade tropical e o terceiro tufão da temporada de tufões no Pacífico de 2021, o sistema foi notado pela primeira vez pelo JTWC como uma área de baixa pressão, localizada a leste das Filipinas em 14 de julho. Condições favoráveis ajudaram a tempestade a se intensificar, tornando-se uma depressão tropical, dois dias depois e uma tempestade tropical em 17 de julho, sendo atribuído o nome In-fa pela JMA.
Localizado em um ambiente de direção fraca, o sistema lutou para se organizar sob ar seco e cisalhamento de vento moderado antes de se organizar ainda mais. Continuou a mover-se principalmente para oeste, fortalecendo-se para um tufão e aprofundando-se rapidamente. A tempestade lutou para se organizar significativamente devido a constantes intrusões de ar seco. De acordo com o JTWC, em 21 de julho, ele atingiu seu pico de intensidade com ventos de 175 km/h; o JMA estimou um número menor de 150 km/h no sistema. No entanto, o sistema atingiu o seu mínimo de pressão barométrica de 950 hPa, três dias mais tarde, depois de passar através do Ryukyu. Como ele entrou no Mar da China Oriental, condições marginais começaram a ter impacto sobre o sistema, com In-fa enfraquecendo progressivamente e lentamente, até que ele fez as suas passagens em terra consecutivos sobre o districto de Putuo e Pinghu a partir de 25 de julho e 26 de julho, respectivamente, como tempestades tropicais.
Sobre os preparativos para o sistema, a JMA emitiu avisos de ondas e mar na parte sul do Ryukyu. muitos outros alertas e avisos foram colocados no lugar para várias outras ilhas japonesas como a tempestade se intensificou e cresceu mais perto. Escolas, eventos marinhos e outras atividades foram canceladas no Japão, e mais de 16.000 pessoas deveriam ser afetadas apenas na ilha principal do Japão. Outras advertências foram colocadas em prática nas Filipinas pela PAGASA.

### Tempestade tropical Nepartak
Em 22 de julho, o JTWC começou a monitorar uma perturbação que estava localizada ao norte de Guam. A agência classificou-o como uma perturbação subtropical, pois o sistema continha características subtropicais. Mais tarde naquele dia, o JTWC emitiu um TCFA para o sistema, Uma vez que ele estava localizado em condições favoráveis, incluindo temperaturas da superfície do mar quente e baixo cisalhamento do vento, enquanto o sistema gradualmente organizado. No dia seguinte, às 00:00 UTC, a AMJ reconheceu o sistema como uma depressão tropical. Doze horas mais tarde, a agência classificou o sistema como uma tempestade tropical e nomeou-o de Nepartak., como as imagens de satélite indicaram que uma explosão convectiva ocorreu sobre o desenvolvimento do centro de circulação de baixo nível. Após a designação da JMA, o JTWC classificou-a para uma depressão tropical, designando-a como 11W, uma vez que continha um amplo centro de circulação de baixo nível com faixas de convecção profunda desorganizadas. Mais tarde, o JTWC classificou o sistema para uma tempestade tropical às 21:00 UTC do mesmo dia, uma vez que sua circulação de baixo nível se tornou mais organizada a leste.

### Depressão tropical 12W
Em 1 de agosto, o JTWC emitiu um TCFA para uma perturbação no Pacífico Ocidental aberto, uma vez que tinha um centro de circulação de baixo nível mal definido e convecção profunda. No dia seguinte, às 00:00 UTC, a AMJ o reconheceu como uma depressão tropical, uma vez que estava localizado perto de Minamitorishima. Ele estava se movendo para norte a 10 kn (19 km/h; 12 mph). Poucas horas depois, o JTWC classificou o sistema para uma depressão tropical, dando-lhe a designação 12W. Naquela época, a LLC da tempestade permaneceu exposta e suas áreas de convecção mais fortes ou trovoadas foram deslocadas para oeste. Uma alta subtropical de camadas profundas a leste guiou a depressão para se mover para norte-noroeste enquanto estava perto de um giro de Monção. Apesar de estar localizado em um ambiente favorável para o fortalecimento adicional, outro sistema para o sul lentamente interagiu com a depressão, o que fez com que a intensidade geral da tempestade fosse fraca. Ele atingiu seu pico de intensidade naquele dia, com ventos de 35 kn (40 mph; 65 km/h) nas estimativas de JMA e JTWC e uma pressão barométrica mínima de 1004 hPa (29.65 inHg). No dia seguinte, o JTWC emitiu seu último boletim para o sistema à medida que a convecção da depressão se espalhava para nordeste. Enquanto isso, a AMJ continuou monitorando o sistema até que ele se dissipou naquele dia, às 18:00 UTC.

### Tempestade tropical severa Nida
Em 3 de agosto, às 06:00 UTC, a AMJ notou uma depressão tropical a norte das Ilhas Marianas, que se movia para norte a 10 kn (19 km/h). Às 03:00 UTC, no dia seguinte, o JTWC emitiu um TCFA para o sistema. Nessa época, tinha desenvolvido um centro de circulação de baixo nível parcialmente obscurecido. Às 15:00 UTC, o JTWC o reconheceu como uma depressão tropical, designando-o como 15W. Em 5 de Agosto, às 03:00 UTC, o JTWC classificou-o como uma tempestade tropical, uma vez que seu centro de circulação de baixo nível se tornou mais definido. Três horas depois, a AMJ seguiu-a e nomeou-a Nida. Imagens de satélite mostraram que intensificações de convecção foram organizadas em uma banda curva e que o sistema estava exibindo um bom fluxo de anticiclone. Em 6 de agosto, às 18:00 UTC, a AMJ classificou o sistema para uma tempestade tropical severa, já que tinha um fluxo anticiclônico distinto. Nida começou então a mover-se para leste às 6:00 UTC do dia seguinte, porque uma área de alta pressão subtropical de nível médio, juntamente com os alísios. Em 7 de agosto, às 09:00 UTC, o JTWC emitiu o último aviso para o sistema, como seu centro de circulação de baixo nível foi parcialmente exposto devido aos ventos do oeste infligindo cisalhamento sobre a tempestade. No entanto, a AMJ continuou a publicar boletins para o sistema. A Nida continuou a sua trajectória. Em 7 de agosto, 12:00 UTC, a AMJ desclassificou-a para uma tempestade tropical devido ao cisalhamento e um ambiente geralmente menos condutor. A AMJ desclassificou-a para uma baixa extratropical às 00:00 UTC do dia seguinte, quando completou sua transição extratropical.

### Tempestade tropical severa Omais (Isang)
Em 6 de agosto, o centro de furacões do Pacífico Central (CPHC) observou pela primeira vez uma área de distúrbios meteorológicos posicionados em torno de 1.610 km a sudoeste de Honolulu. Quatro dias depois, a área de baixa pressão cruzou a Linha Internacional de Data, e em 10 de agosto, às 06:00 UTC, a AMJ declarou-a como uma depressão tropical, uma vez que estava localizada a nordeste de Ratak. Pelas 13:00 UTC, a JTWC emitiu um TCFA para o sistema uma vez que as imagens de satélite mostravam que tinha desenvolvido uma área bem definida de circulação baixa. Às 15:00 UTC, o JTWC reconheceu-o como uma depressão tropical e designou-o como 16W como imagens de satélite retratando o desenvolvimento de bandas espirais e um centro de circulação de baixo nível definido. O sistema brevemente se tornou uma tempestade tropical; no entanto, às 21:00 UTC, o JTWC rebaixou o status para uma depressão tropical, devido à sua convecção estar a lutar para organizar-se. Depois recuperou a sua intensidade às 09:00 UTC do dia seguinte à medida que a sua convecção se tornou mais organizada. As imagens de satélite também continuaram a indicar a presença de um centro de circulação de baixo nível bem definido. Ele foi rebaixado para uma depressão tropical novamente no dia seguinte com o seu centro de circulação de baixo nível se tornando menos definido. Em 16 de agosto, às 00:00 UTC, a AMJ emitiu o seu aviso final para o sistema, perdendo as suas características de ciclone tropical por causa de condições desfavoráveis. Mais tarde, às 00:00 UTC, no dia seguinte, a AMJ começou a rastrear o sistema novamente. às 09:00 UTC, o JTWC emitiu o seu aviso final como a convecção do sistema tornou-se ainda mais desorganizada, apesar da presença de um ambiente marginalmente favorável. Às 19:30 UTC de 18 de agosto, o JTWC emitiu um TCFA para seus remanescentes, uma vez que o seu centro de circulação de baixo nível melhorou significativamente. Em 19 de agosto, o sistema foi classificado pela PAGASA como uma depressão tropical, e algumas horas depois, recebeu o nome local de Isang quando entrou na área de responsabilidade das Filipinas. Às 15:00 UTC, o sistema foi reclassificado para uma depressão tropical pelo JTWC, quando a sua convecção profunda começou a se tornar mais organizada sobre o centro de baixo nível. Em 20 de agosto, às 12:00 UTC, a AMJ classificou a tempestade tropical Omais. Condições favoráveis, como altas temperaturas da superfície do mar, alto potencial de calor ciclônico tropical, e baixo cisalhamento de vento ajudou a desenvolver-se ao longo das últimas horas. O JTWC fez a mesma coisa às 21:00 UTC, no mesmo dia. Às 18:00 UTC do dia seguinte, a JMA atualizou-o para uma tempestade tropical severa, como imagens de satélite mostravam ciclogênese convectivas a unirem-se em torno do centro de maneira curva; no entanto, logo após as 06:00 UTC, em 22 de agosto, ele enfraqueceu para uma tempestade tropical, devido ao aumento do cisalhamento do vento do oeste. Às 03:00 UTC de 23 de agosto, o JTWC rebaixou-o para uma depressão tropical, uma vez que as suas áreas de convecção foram severamente afetadas pelo cisalhamento do vento de oeste. Em 24 de agosto, às 00:00 UTC, a AMJ emitiu o seu aviso final quando o sistema se tornou um ciclone extratropical sobre o mar do Japão. Nove horas depois, o JTWC seguiu e emitiu o seu último aviso para Omais.
Conforme o sistema se aproximava das ilhas de Guam, A NWS emitiu um alerta de tempestade tropical às 22:36 UTC de 14 de agosto. Às 10:00 UTC de 15 de agosto, a NWS emitiu um alerta de tempestade tropical para a ilha de Rota. No entanto, todos os alertas foram levantados pela NWS às 09:14 UTC do dia seguinte, à medida que o sistema se enfraquecia ainda mais.

### Tempestade tropical severa Conson (Jolina)
Em 3 de setembro, um distúrbio foi observado pelo JTWC, a aproximadamente 195 nmi (361 km) da Base Aérea de Andersen, em Yigo, Guam, que desenvolveu um centro de circulação de baixo nível. A perturbação gradualmente se intensificou, e em 5 de setembro, a AMJ reconheceu o sistema como uma depressão tropical. Mais tarde naquele dia, o JTWC emitiu um TCFA como seu centro de circulação de baixo nível e sua convecção circundante tornou-se bem organizado. A agência reconheceu o sistema como uma depressão tropical cerca de quatro horas depois. Às 21:00 UTC, A PAGASA reconheceu o sistema como uma depressão tropical, com a agência a atribuir-lhe o nome local Jolina. No dia seguinte, às 06:00 UTC, a AMJ classificou o sistema para uma tempestade tropical, atribuindo-lhe o nome Internacional Conson, com o JTWC seguindo o exemplo três horas depois. Às 12:00 UTC, o JTWC classificou o tufão para uma tempestade tropical às 18:00 UTC. Três horas depois, a AMJ classificou o sistema para uma tempestade tropical severa. No mesmo momento, de acordo com a PAGASA, Conson intensificou-se rapidamente para intensidade de tufão, quando fez seu primeiro desembarque (landfall) em Hernani, Samar Oriental. Conson, em seguida, fez outro desembarque às 02:30 PhST (18:30 UTC) em Daram, Samar, e outro às 03:40 PhST (19:40 UTC) em Santo Niño, Samar. Às 06:30 PhST (22:30 UTC), Conson fez um quarto desembarque em Almagro, Samar. Às 00:00 UTC de 7 de setembro, a AMJ desclassificou-a para uma tempestade tropical, uma vez que foi significativamente enfraquecida por várias passagens sobre terra. Conson então fez um quinto desembarque em Dimasalang, Masbate às 11:00 (03:00 UTC), mais tarde de acordo com a PAGASA, enfraquecendo-se para uma tempestade tropical severa. Conson então fez um sexto desembarque sobre Torrijos, Marinduque. Conson continuou a mover-se e atingir mais ilhas, fazendo um sétimo desembarque sobre a área em Lobo, Batangas. Depois de fazer o seu oitavo desembarque (landfall) em San Juan, Batangas, Conson atravessou os Batangas – a área de Cavite, como a PAGASA declarou, enfraqueceu-se novamente para uma tempestade tropical. Conson fez o seu nono e último desembarque nas proximidades de Mariveles, Bataan. Às 12:00 UTC, Conson se intensificou para uma tempestade tropical severa, quando entrou no Mar das Filipinas Ocidental. Três horas mais tarde, a PAGASA emitiu o seu último boletim para Conson à medida que saía do PAR e acelerava para oeste.
Como Conson moveu-se para o oeste, ele entrou em contato com condições desfavoráveis, tais como o aumento do cisalhamento vertical do vento e a interação terrestre com o Vietname. Estas condições fizeram Conson enfraquecer, solicitando que o JMA rebaixasse o status para uma tempestade tropical às 12:00 UTC de 11 de setembro, para depois rebaixar para uma depressão tropical, às 18:00 UTC do mesmo dia, o JTWC reduziu o status para uma depressão tropical às 03:00 UTC do dia 12 de setembro. Conson parou ao largo da Costa do Vietname perto de Quang Nam devido à confluência de três cristas. Às 21:00 UTC, o JTWC emitiu o seu aviso final quando ele fez landfall perto de Da Nang, Vietname, o que fez com que o sistema se enfraquecesse rapidamente. Imagens de satélite mostraram que o seu centro de circulação de baixo nível enfraqueceu significativamente e se tornou menos definido. Às 18:00 UTC de 13 de setembro, a AMJ parou de rastrear Conson, como a agência o observou pela última vez às 12:00 UTC.
De acordo com o NDRRMC, em 15 de setembro, 20 pessoas morreram da tempestade, com danos combinados em infraestruturas e agrícolas totalizando até ₱1.59 bilhões (US$ 31,8 milhões) em danos. No Vietname, duas pessoas foram mortas por inundações. Estima-se que os danos Agrícolas na ilha offshore de Lý Sơn sejam de cerca de 100 mil milhões de ₫ (US$ 4,3 milhões).

### Tufão Chanthu (Kiko)
Às 06:00 UTC de 5 de setembro, o JTWC começou a monitorar uma área de convecção que tinha formado 446 nmi (826 km) de Legazpi, Filipinas. Às 18:00 UTC do mesmo dia, a AMJ declarou-o como uma depressão tropical. Cinco horas e meia mais tarde, o JTWC emitiu um TCFA como sua circulação e convecção tinha melhorado significativamente. Às 09:00 UTC do dia seguinte, o JTWC classificou a perturbação para uma depressão tropical, designando-a como 19W. A AMJ mais tarde fez o mesmo às 00:00 UTC de 7 de setembro, nomeando-o Chanthu. Às 09:30 UTC, a PAGASA informou que Chanthu entrou no PAR, atribuindo-lhe o nome Kiko. Às 12:00 UTC, a AMJ classificou o sistema para uma tempestade tropical severa. No mesmo momento, Chanthu começou a sua rápida intensificação, já que rapidamente se tornou um tufão mínimo. Várias horas depois, o tufão atingiu o status de equivalente a categoria 4 e, no dia seguinte, às 09:00 UTC, atingiu a intensidade equivalente a categoria 5, desenvolvendo um olho de 5 nmi (9.3 km) de largura que foi cercado por convecção muito compacta e intensa. Depois de atingir o seu pico inicial, Chanthu foi rebaixado para um supertufão equivalente de categoria 4 à medida que o olho em forma de agulha começava a desaparecer. No entanto, em 10 de setembro, Chanthu começou a intensifar-se quando o seu olho começou a clarear. Chanthu intensificou-se novamente para um supertufão de categoria 5 às 09:00 UTC daquele dia. Em 11 de setembro (21:00 UTC de 10 de setembro), a PAGASA informou que Chanthu passou para o leste das Ilhas Babuyan; às 08:30 PHST (00:30 UTC), Chanthu fez "landfall" em Ivana, Batanes quando a tempestade começou a se enfraquecer ligeiramente. Em 11 de setembro, Chanthu começou a enfraquecer à medida que continuava a mover-se para norte com a presença de ar seco. A PAGASA emitiu o seu último boletim para a Chanthu, uma vez que saiu do PAR no dia seguinte. Em 14 de setembro, Chanthu já não era um tufão, pois lentamente se movia para sudeste em direção ao Japão. Devido à diminuição do cisalhamento do vento e temperaturas marginalmente favoráveis à superfície do mar, Chanthu fortaleceu-se o suficiente para no dia seguinte a AMJ re-classificar como uma tempestade tropical severa. Em 17 de setembro, às 09:00 UTC, Chanthu cruzou perto da cidade de Ikitsuki, Nagasaki, no Japão. Continuou a mover-se para norte à medida que se deslocava através das ilhas japonesas montanhosas, causando-lhe um enfraquecimento significativo. Isso fez com que a AMJ desclassificasse para uma tempestade tropical três horas depois. Às 21:00 UTC, o JTWC desclassificou-o para uma depressão tropical, já que estava passando por uma transição extratropical. Em 18 de setembro, o JTWC emitiu o seu último aviso para o sistema.
Chanthu causou efeitos devastadores nas ilhas de Batanes, pois foi atingido diretamente pelo tufão. De acordo com os residentes locais, foi a tempestade mais feroz que já se viu. Mais de 30.000 residentes foram afetados das regiões I, II, III e CAR. Quatro municípios ficaram sem energia e nenhum foi restaurado e um município sofreu um corte no abastecimento de água e nenhum foi restaurado. Houve também relatos de deslizamento de terras e enchentes principalmente das regiões I e III. Em 15 de setembro, os danos totais do tufão foram de até 37,4 milhões (US$ 748.000). Em 12 de setembro, Chanthu passou a leste de Taiwan. Isso causou fortes chuvas sobre a ilha, incluindo a capital Taipé. Até 13 cm de precipitação foi registada e ventos até 164 km/h foram registados. Na China, A tempestade encerrou brevemente de 12 a 14 de setembro, ambos o porto de Xangai, o maior porto de contentores do mundo, e o porto de Ningbo-Zhoushan, o maior porto do mundo em termos de carga, com cerca de 86 navios à espera fora dos portos. Como Chanthu passou perto da ilha de Jeju, causou ventos de até 110 a 145 km/h e 50 mm de chuva. Houve relatos de danos estruturais e sistemas de drenagem sobrecarregados na ilha. 23 voos foram cancelados e 48 viagens de ferry foram canceladas.

### Tufão Mindulle
Em 21 de setembro, o JTWC notou uma área de convecção formada a aproximadamente 703 nmi (1,302 km) de Guam. O sistema se consolidou rapidamente e formou um LLCC bem definido, e assim, o sistema se fortaleceu em uma depressão tropical às 00:00 UTC de 22 de setembro. O JTWC fez o mesmo mais tarde naquele dia, designando o sistema como 20W. Às 09:00 UTC de 23 de setembro, o JTWC classificou o sistema para uma tempestade tropical, uma vez que seu centro de circulação de baixo nível ficou parcialmente exposto. A AMJ fez o mesmo três horas depois, e chamou-lhe Mindulle. Às 12:00 UTC de 24 de setembro, a AMJ classificou o sistema para uma tempestade tropical severa. Às 03:00 UTC do dia seguinte, o JTWC classificou o sistema para um tufão de categoria 1, com um olho pequeno. A presença de ar seco tinha abrandado a sua intensificação, mas ainda conseguiu se tornar um tufão. Mindulle começou a se intensificar rapidamente quando rapidamente se intensificou para um tufão de categoria 2. Seu olho expandiu-se, mas ficou esfarrapado devido à presença de ar seco. Mindulle continuou sua rápida intensificação, como se intensificou ainda mais em um tufão de categoria 4 às 15:00 UTC. Seu olho ficou bem definido e às 03:00 UTC do dia seguinte, tornou-se um supertufão de categoria 5, tornando-se o terceiro supertufão desta temporada. Imagens de satélite mostraram que o tufão desenvolveu um olho bem definido de 15 nmi (28 km) e aprofundou o núcleo central. Às 15:00 UTC, Mindulle enfraqueceu-se para um supertufão de categoria 4, quando o olho e a estrutura convectiva começaram a se degradar. Ele também passou por um ciclo de substituição da parede do olho, como ele desenvolveu outra parede do olho. Às 03:00 UTC de 27 de setembro, o JTWC rebaixou ainda mais o sistema para um tufão de categoria 3, e seis horas depois, a agência havia desclassificado o sistema para um tufão de categoria 2 devido aos efeitos do ciclo de substituição da parede do olho e à crescente presença de ar seco. Às 15:00 UTC de 28 de setembro, Mindulle se intensificou para um tufão de categoria 3, já que se movia em condições favoráveis. Imagens de satélite mostraram que o tufão continuou a lutar para se intensificar. O seu olho de 20 nmi (37 km) tinha encolhido constantemente, mas permaneceu com cobertura de nuvens e esfarrapada. No dia seguinte, às 03:00 UTC, o JTWC re-classificou o sistema para um tufão de categoria 4, quando o olho se dissipou novamente. A partir das 21:00 UTC de 29 de setembro, ele passou por um rápido enfraquecimento e às 15:00 UTC do dia seguinte, ele se enfraqueceu de um tufão de categoria 3 para um tufão de categoria 1. O ar fresco seco e as temperaturas frias da superfície do mar foram responsáveis pelo enfraquecimento.

### Tempestade tropical Lionrock (Lannie)
Em 2 de outubro, o JTWC observou uma área de convecção localizada aproximadamente 495 nmi (917 km) a leste de Davao City Mais tarde naquele dia, o JTWC emitiu um TCFA quando desenvolveu convecção suficiente e um LLCC bem definido. No entanto, o JTWC cancelou o TCFA quando cruzou a região de Visayas. Apesar disso, o PAGASA já havia classificado o sistema como uma depressão tropical e o batizou de Lannie, no dia 3 de outubro. Às 14:30 UTC de 4 de outubro, o JTWC reemitiu um TCFA para o sistema, enquanto ele se movia sobre o Mar da China Meridional. Às 06:00 UTC de 5 de outubro, o JMA finalmente reconheceu como uma depressão tropical.
Lannie fez seu primeiro desembarque na Ilha Bucas Grande às 04:30 PHT (3 de outubro, 20:00 UTC). Em seguida, fez mais sete landfalls: uns em Cagdianao nas Ilhas Dinagat, Liloan e  Padre Burgos em Leyte do Sul, Ilha Mahanay e  Getafe em Bohol,  San Fernando em Cebu e seu último desembarque em Guihulngan, Negros Oriental.

### Tufão Malou
Uma área de baixa pressão a sudoeste de Guam desenvolveu-se em uma depressão tropical em 23 de outubro.

### Depressão tropical 26W
Uma área de baixa pressão se transformou numa depressão tropical no oeste de Palawan no dia 24 de outubro.

### Tufão Nyatoh
No início de 26 de novembro, o JTWC notou a formação de uma área de convecção localizada 752 nmi (1,393 km; 865 mi) a leste-sudeste de Guam. No dia seguinte, o JMA reconheceu o mesmo sistema como uma área de baixa pressão. Às 06:00 UTC de 28 de novembro, o JTWC emitiu um TCFA ao desenvolver um centro fracamente definido, e pela meia-noite de 28 de novembro, o JMA atualizou o sistema para uma depressão tropical. O JTWC seguiu o conselho da JMA e odesignou como  27W  às 15:00 UTC do mesmo dia. Seis horas depois, a tormenta se intensificou como tempestade tropical e recebeu o nome Nyatoh Nyatoh, então se intensificou e ficou como tempestade tropical severa.

### Tufão Rai (Odette)
Às 00:00 UTC de 12 de dezembro, a JMA notou a existência de uma depressão tropical na proximidade das Ilhas Carolinas. Duas horas mais tarde, o JTWC emitiu um TCFA para o sistema em desenvolvimento, notando um "meio" prometedor para desenvolvimento mais longínquo. No início do dia seguinte, a JMA atualizou o sistema a uma tempestade tropical e atribui o nome internacional, Rai.
A PAGASA emitiu o seu primeiro alerta de ciclone tropical para a tempestade em desenvolvimento no início de 12 de dezembro. Emm 13 de dezembro foram emitidos avisos para Palau e os Estados Federados da Micronésia pela Serviço de Tempo Nacional de Guam.

### Depressão tropical 29W
Em 14 de dezembro, o JMA atualizou uma área de baixa pressão em movimento para o oeste para uma depressão tropical. O JTWC começou a monitorar o sistema no dia seguinte, observando a presença de uma circulação consolidada de baixo nível dentro do sistema. As chances do sistema de se desenvolver em um ciclone tropical aumentaram lentamente, e em 16 de dezembro às 17:30 UTC, O JTWC emitiu um TCFA para o sistema, apesar da saída de Tufão Rai expondo parcialmente circulação de baixo nível do sistema. Pelas 21:00 UTC, O JTWC atualizou o sistema para uma depressão tropical, atribuindo-lhe a designação 29W, uma vez que continuou em condições de desenvolvimento marginalmente favoráveis. Pouco depois, às 23: 00 UTC, a depressão atingiu o norte de Kuantan e começou a enfraquecer, levando o JTWC a emitir seu aviso final sobre o sistema no dia seguinte. O JMA parou de monitorar o sistema em 17 de dezembro às 12:00 UTC.
Depois de passar pela Península da Malásia, atingiu o Estreito de Malaca como um sistema de baixa pressão. Chuvas fortes persistentes e contínuas por mais de 24 horas começaram em 17 de dezembro, causando as piores inundações no centro da Malásia desde 2014. Inundações também foram relatados nos estados de Kelantan, Terengganu, Pahang, Perak, Negeri Sembilan e Malaca.

### Outros sistemas

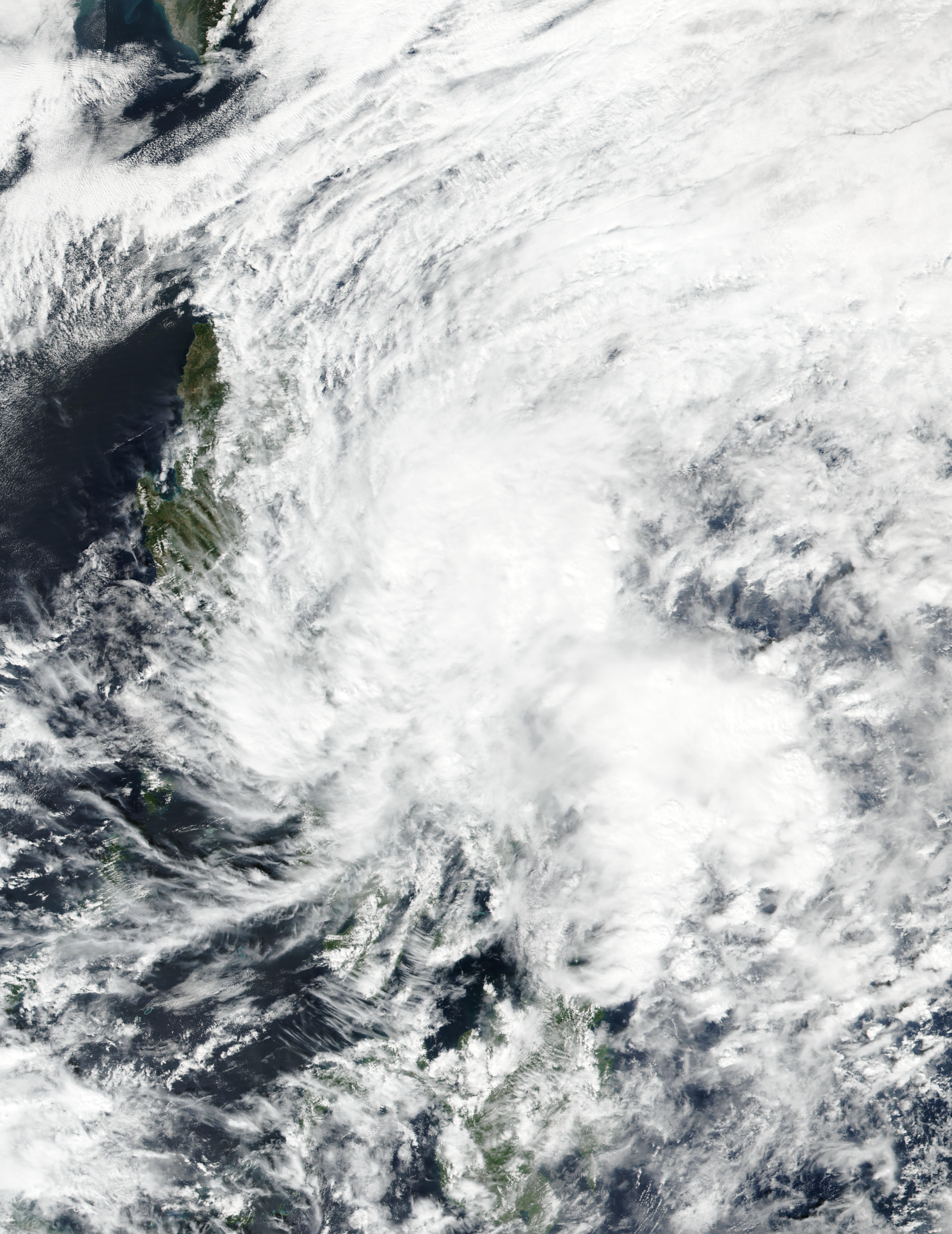
Uma depressão tropical em 19 de janeiro

Durante 19 de Janeiro, a AMJ informou que uma depressão tropical havia se desenvolvido a leste de Luzon, Filipinas. O precursor da Depressão trouxe chuvas dispersas e tempestades para Mindanao, Palawan e Visayas em 18 de Janeiro. A AMJ, no entanto, suspendeu alertas para o sistema no dia seguinte. A depressão também trouxe o tempo tempestuoso para Luzon em 20 de Janeiro. A PAGASA advertiu os moradores de possíveis enchentes e deslizamentos de terra devido a fortes chuvas. O precursor do sistema foi associado com um sistema frontal, com seus efeitos combinados trazendo chuvas fortes sobre a maior parte de Visayas, a região de Bicol, e o norte de Mindanao, resultando em três mortes e danos agrícolas de até ₱642,5 milhões (US$13,2 milhões).
Em 9 de Março, uma área de baixa pressão entrou na área de responsabilidade das Filipinas, embora não fosse esperado que ela se desenvolvesse naquela época. Em 14 de Março, a área de baixa pressão intensificou-se para uma depressão tropical sobre o mar de Sulu antes de rapidamente degenerar em uma área de baixa pressão. O sistema trouxe a luz de chuvas moderadas sobre partes das Filipinas, com a PAGASA aconselhando os moradores sobre a possibilidade de inundações e deslizamentos de terras.
Em 29 de Maio, o JTWC emitiu um TCFA para uma perturbação tropical que foi de cerca de 622 milhas náuticas (1,152 km; 716 mi) a sudeste de Guam, perto das Ilhas Nomoi. O sistema desenvolveu-se gradualmente à medida que estava experimentando temperaturas quentes na superfície do mar e baixo cisalhamento vertical do vento. No dia seguinte, às 00:00 UTC, a AMJ reconheceu o sistema como uma depressão tropical. No mesmo dia, o JTWC cancelou o TCFA para o sistema como sua estrutura se degradou, com o JMA reconhecendo o sistema pela última vez como uma depressão tropical em 1 de junho às 18:00 UTC.
Em 29 de junho, uma área de convecção formou 425 nmi (787 km; 489 mi) de Guam com imagens de satélite revelando que o sistema tinha uma convecção profunda com uma circulação fraca de baixo nível. Dentro de um ambiente favorável com cisalhamento de vento de baixa a moderada, e temperaturas quentes da superfície do mar, o sistema gradualmente tornou-se mais organizado com uma circulação de baixo nível mais definida. Em 30 de junho, o JTWC emitiu um TCFA para o sistema. Em 1 de julho, imagens animadas de satélite multiespectrais indicaram uma circulação de baixo nível muito ampla e mal definida, com convecção a ser cortada para o sudoeste da perturbação, o que levou o JTWC a cancelar o TCFA do sistema e a reduzir as suas hipóteses de desenvolvimento no dia seguinte para baixo. A AMJ deixou de considerar uma depressão tropical em seus avisos de perturbação tropical no mesmo dia.
Em 19 de julho, às 00:00 UTC, uma depressão tropical formou-se perto de 29°N 164°e, que estava se movendo para norte à velocidade de 20 km/h, de acordo com a AMJ. Durou dois dias até 21 de julho, quando se tornou uma área baixa remanescente às 00:00 UTC.
Em 28 de julho, às 00:00 UTC, a AMJ notou uma depressão tropical próxima a 29°N 152°e, que estava se movendo lentamente para norte.
Em 30 de julho, às 00:00 UTC, a AMJ notou uma depressão tropical perto de 28°n 142°e, que estava se movendo para noroeste lentamente.
Em 31 de julho, uma depressão tropical formou-se sobre o Pacífico aberto às 18:00 UTC. Em 1 de agosto, às 05:30 UTC, o JTWC emitiu um TCFA para o sistema, Uma vez que tinha uma circulação de baixo nível exposta com convecção desorganizada persistente. A agência cancelou o alerta no dia seguinte, pois tinha pouca convecção restante e tinha se movido sobre águas mais frias.
Em 1 de agosto, às 18:00 UTC, a AMJ notou uma depressão tropical perto de Taiwan.
Em 7 de setembro a JMA iniciou o rastreamento da depressão tropical que se formou ao este de Ainão. O sistema moveu-se para oeste em direção ao Vietname e foi visto pela última vez no dia seguinte.
Uma área de baixa pressão se transformou em uma depressão tropical ao nordeste das Ilhas Marianas em 27 de setembro. Perdeu suas características tropicais e foi rebaixado para uma mera baixa-pressão comum em alto-mar em 2 de outubro.

### Nomes das tempestades
No noroeste do Oceano Pacífico, a Agência Meteorológica do Japão (JMA) e a Administração de Serviços Atmosféricos, Geofísicos e Astronômicos das Filipinas (PAGASA) atribuem nomes aos ciclones tropicais que se desenvolvem no Pacífico Ocidental, o que pode resultar em um ciclone tropical com dois nomes.  RSMC Tóquio da Agência Meteorológica do Japão - O Typhoon Center atribui nomes internacionais a ciclones tropicais em nome do Comitê de Tufões da Organização Meteorológica Mundial, caso sejam considerados como tendo velocidades de vento sustentadas de 10 minutos de 65 km/h (40 mph).  PAGASA denomina ciclones tropicais que se movem ou se formam como depressão tropical em sua área de responsabilidade localizada entre 135 ° E e 115 ° E e entre 5 ° N e 25 ° N, mesmo que o ciclone tenha um nome internacional atribuído a ele.  Os nomes de ciclones tropicais importantes foram retirados, tanto pelo PAGASA quanto pelo Comitê do Tufão.  Se a lista de nomes para a região das Filipinas se esgotar, os nomes serão retirados de uma lista auxiliar, da qual os dez primeiros são publicados a cada temporada. Os nomes não utilizados são marcados em cinzento.

### Nomes internacionais
Um ciclone tropical é nomeado quando se considera que tem velocidades de vento sustentadas de 10 minutos de 65 km/h (40 mph).  A JMA selecionou os nomes de uma lista de 140 nomes, que foi desenvolvida pelas 14 nações e territórios membros do Comitê de Tufões da ESCAP/OMM.  Os nomes retirados, se houver, serão anunciados pela OMM em 2022; embora nomes de substituição sejam anunciados em 2023. Os próximos 28 os nomes na lista de nomes são listados aqui junto com sua designação numérica internacional, se forem usados.
| - Dujuan (2101) - Surigae (2102) - Choi-wan (2103) - Koguma (2104) - Champi (2105) - In-fa (2106) - Cempaka (2107) | - Nepartak (2108) - Lupit (2109) - Mirinae (2110) - Nida (2111) - Omais (2112) - Conson (2113) - Chanthu (2114) | - Dianmu (2115) - Mindulle (2116) - Lionrock (2117) - Kompasu (2118) - Namtheun (2119) - Malou (2120) - Nyatoh (2121) - Rai (2122) - Malakas (sem usar) - Megi (sem usar) - Chaba (sem usar) - Aere (sem usar) - Songda (sem usar) - Trases (sem usar) |

### Filipinas
Nesta temporada, PAGASA usará o seu próprio esquema de nomenclatura, que se desenvolverá dentro ou se moverá para a sua área de responsabilidade autodefinida. Os nomes foram retirados de uma lista de nomes, que foi usada pela última vez em 2017 e está programada para ser usada novamente em 2025. Todos os nomes são iguais, exceto Uwan e Verbena, que substituíram os nomes Urduja e Vinta depois que eles se aposentaram.
| - Auring (2101) - Bising (2102) - Crising - Dante (2103) - Emong | - Fabian (2106) - Gorio (2110) - Tempestade tropical Lupit (2021) Huaning (2109) - Isang (2112) - Jolina (2113) | - Kiko (2114) - Lannie (2117) - Maring (2118) - Nando - Odette | - Paolo (sem usar) - Quedan (sem usar) - Ramil (sem usar) - Salome (sem usar) - Tino (sem usar) | - Uwan (sem usar) - Verbena (sem usar) - Wilma (sem usar) - Yasmin (sem usar) - Zoraida (sem usar) |

Lista auxiliar

| - Alamid (sem usar) - Bruno (sem usar) | - Conching (sem usar) - Dolor (sem usar) | - Ernie (sem usar) - Florante (sem usar) | - Gerardo (sem usar) - Hernan (sem usar) | - Isko (sem usar) - Jerome (sem usar) |

## Efeitos sazonais
Esta tabela resume todos os sistemas que se desenvolveram dentro ou se moveram para o Oceano Pacífico Norte, a oeste da Linha Internacional de data durante 2021. Os quadros também fornecem uma visão geral da intensidade dos sistemas, da duração, das áreas afetadas e de quaisquer mortes ou danos associados ao sistema.
| Nome                | Datas ativo                    | Classificação máxima       | Velocidade de vento sustentados | Pressão              | Áreas afetadas                                                          | Danos (USD)    | Fatalidades | Refs                    |
| ------------------- | ------------------------------ | -------------------------- | ------------------------------- | -------------------- | ----------------------------------------------------------------------- | -------------- | ----------- | ----------------------- |
| TD                  | 19 de janeiro – 20             | Depressão tropical         | Não definido                    | 1008 hPa (29.8 inHg) | Filipinas                                                               | $13 200 000    | 3           | [ 275 ]                 |
| Dujuan (Auring)     | 16 de fevereiro – 23           | Tempestade tropical        | 75 km/h (45 mph)                | 996 hPa (29.4 inHg)  | Palau, Filipinas                                                        | $3 290 000     | 1           | [ 305 ]                 |
| TD                  | 14 de março                    | Depressão tropical         | Não definido                    | 1006 hPa (29.7 inHg) | Filipinas                                                               | Nenhum         | Nenhum      |                         |
| Surigae (Bising)    | 12 de abril – 24               | Tufão violento             | 220 km/h (140 mph)              | 895 hPa (26.4 inHg)  | Ilhas Carolinas, Palau, Sulawesi, Filipinas                             | $10 470 000    | 10          | [ 306 ]                 |
| 03W (Crising)       | 12 de maio – 14                | Depressão tropical         | 55 km/h (35 mph)                | 1004 hPa (29.6 inHg) | Filipinas                                                               | $486 000       | Nenhum      | [ 21 ]                  |
| Choi-wan (Dante)    | 29 de maio – junho 5           | Tempestade tropical        | 75 km/h (45 mph)                | 998 hPa (29.5 inHg)  | Palau, Filipinas, Taiwan, Japão                                         | $6 390 000     | 11          | [ 307 ] [ 308 ]         |
| TD                  | 30 de maio – junho 1           | Depressão tropical         | Não definido                    | 1006 hPa (29.7 inHg) | Nenhum                                                                  | Nenhum         | Nenhum      |                         |
| Koguma              | 11 de junho – 13               | Tempestade tropical        | 65 km/h (40 mph)                | 996 hPa (29.4 inHg)  | China meridional, Vietname                                              | $9 874 000     | 1           | [ 309 ] [ 310 ]         |
| Champi              | 21 de junho – 27               | Tufão                      | 120 km/h (75 mph)               | 980 hPa (29 inHg)    | Ilhas Marianas                                                          | Nenhum         | Nenhum      |                         |
| TD                  | 30 de junho                    | Depressão tropical         | Não definido                    | 1010 hPa (30 inHg)   | Nenhum                                                                  | Nenhum         | Nenhum      |                         |
| 07W (Emong)         | 3 de julho – 6                 | Depressão tropical         | 55 km/h (35 mph)                | 1004 hPa (29.6 inHg) | Filipinas, Taiwan                                                       | Nenhum         | Nenhum      |                         |
| 08W                 | 5 de julho – 8                 | Depressão tropical         | 55 km/h (35 mph)                | 1000 hPa (30 inHg)   | Filipinas, China meridional, Vietname                                   | Nenhum         | Nenhum      |                         |
| In-fa (Fabian)      | 16 de julho – 23               | Tufão                      | 150 km/h (90 mph)               | 950 hPa (28 inHg)    | Ilhas Ryukyu, Taiwan, China Oriental, Filipinas                         | $2 000 000 000 | 6           |                         |
| Cempaka             | 17 de julho – 26               | Tempestade tropical severa | 100 km/h (65 mph)               | 990 hPa (29 inHg)    | China meridional, Vietname                                              | $4 250 000     | 3           | [ 311 ] [ 312 ] [ 313 ] |
| TD                  | 19 de julho – 20               | Depressão tropical         | Não definido                    | 1012 hPa (29.9 inHg) | Nenhum                                                                  | Nenhum         | Nenhum      |                         |
| Nepartak            | 23 de julho – 28               | Tempestade tropical        | 75 km/h (45 mph)                | 990 hPa (29 inHg)    | Japão                                                                   | Nenhum         | Nenhum      |                         |
| TD                  | 28 de julho – 29               | Depressão tropical         | Não definido                    | 1004 hPa (29.6 inHg) | Nenhum                                                                  | Nenhum         | Nenhum      |                         |
| TD                  | 30 de julho – agosto 1         | Depressão tropical         | Não definido                    | 998 hPa (29.5 inHg)  | Japão                                                                   | Nenhum         | Nenhum      |                         |
| TD                  | 31 de julho – agosto 3         | Depressão tropical         | 55 km/h (35 mph)                | 998 hPa (29.5 inHg)  | Nenhum                                                                  | Nenhum         | Nenhum      |                         |
| TD                  | 1 de agosto – 3                | Depressão tropical         | Não definido                    | 996 hPa (29.4 inHg)  | Ilhas Ryukyu, Taiwan                                                    | Nenhum         | Nenhum      |                         |
| 12W                 | 2 de agosto – 6                | Depressão tropical         | 55 km/h (35 mph)                | 1000 hPa (30 inHg)   | Japão                                                                   | Nenhum         | Nenhum      |                         |
| Lupit (Huaning)     | 2 de agosto – 9                | Tempestade tropical        | 85 km/h (50 mph)                | 985 hPa (29.1 inHg)  | Vietname, China meridional, Taiwan, Ilhas Ryukyu, Japão                 | $64 750 000    | Nenhum      | [ 314 ]                 |
| Nida                | 3 de agosto – 8                | Tempestade tropical severa | 95 km/h (60 mph)                | 992 hPa (29.3 inHg)  | Nenhum                                                                  | Nenhum         | Nenhum      |                         |
| Mirinae (Gorio)     | 3 de agosto – 10               | Tempestade tropical        | 85 km/h (50 mph)                | 980 hPa (29 inHg)    | Ilhas Ryukyu, Japão                                                     | Nenhum         | Nenhum      |                         |
| Omais (Isang)       | 10 de agosto – 24              | Tempestade tropical severa | 95 km/h (60 mph)                | 994 hPa (29.4 inHg)  | Ilhas Marshall, Micronésia, Ilhas Marianas, Ilhas Ryukyu, Coreia do Sul | Nenhum         | Nenhum      |                         |
| 17W                 | 1 de setembro – 4              | Depressão tropical         | 55 km/h (35 mph)                | 1008 hPa (29.8 inHg) | Nenhum                                                                  | Nenhum         | Nenhum      |                         |
| Conson (Jolina)     | 5 de setembro – 13             | Tempestade tropical severa | 100 km/h (65 mph)               | 985 hPa (29.1 inHg)  | Filipinas, Hainan, Vietname                                             | $36 100 000    | 22          | [ 184 ] [ 185 ] [ 186 ] |
| Chanthu (Kiko)      | 5 de setembro – 18             | Tufão violento             | 215 km/h (130 mph)              | 905 hPa (26.7 inHg)  | Filipinas, Taiwan, Ilhas Ryukyu, China Oriental, Coreia do Sul, Japão   | $748 000       | Nenhum      | [ 214 ]                 |
| TD                  | 7 de setembro – 8              | Depressão tropical         | Não definido                    | 1004 hPa (29.6 inHg) | Vietname                                                                | Nenhum         | Nenhum      |                         |
| Mindulle            | 22 de setembro – 2 de outubro  | Tufão violento             | 195 km/h (120 mph)              | 920 hPa (27 inHg)    | Ilhas Marianas                                                          | Nenhum         | Nenhum      |                         |
| Dianmu              | 22 de setembro – 24            | Tempestade tropical        | 65 km/h (40 mph)                | 1000 hPa (30 inHg)   | Vietnã, Laos, Camboja                                                   | Nenhum         | Nenhum      |                         |
| TD                  | 27 de setembro – 2 de outubro  | Depressão tropical         | Não definido                    | 1004 hPa (29.6 inHg) | Nenhum                                                                  | Nenhum         | Nenhum      |                         |
| Lionrock (Lannie)   | 5 de outubro – 10              | Tempestade tropical        | 65 km/h (40 mph)                | 992 hPa (29.3 inHg)  | Filipinas, China meridional, Hong Kong, Vietname                        | $241 000       | 3           | [ 315 ]                 |
| Kompasu (Maring)    | 7 de outubro – 14              | Tempestade tropical severa | 100 km/h (65 mph)               | 975 hPa (28.8 inHg)  | Filipinas, China meridional                                             | Desconhecido   | 13          | [ 316 ]                 |
| Nando               | 7 de outubro – 8               | Depressão tropical         | Não definido                    | 1002 hPa (29.6 inHg) | Nenhum                                                                  | Nenhum         | Nenhum      |                         |
| Namtheun            | 9 de outubro – 17              | Tempestade tropical severa | 95 km/h (60 mph)                | 996 hPa (29.4 inHg)  | Norte do Pacífico e Alaska                                              | Nenhum         | Nenhum      |                         |
| Malou               | 23 de outubro – 29             | Tufão                      | 140 km/h (85 mph)               | 965 hPa (28.5 inHg)  | Ilhas Bonin                                                             | Nenhum         | Nenhum      |                         |
| 26W                 | 24 de outubro – 27             | Depressão tropical         | 55 km/h (35 mph)                | 1006 hPa (29.7 inHg) | Filipinas e Vietnã                                                      | Nenhum         | Nenhum      |                         |
| Nyatoh              | 29 de novembro – 4 de dezembro | Tufão muito forte          | 185 km/h (115 mph)              | 925 hPa (27.3 inHg)  | Guam                                                                    | Nenhum         | Nenhum      |                         |
| Rai (Odette)        | 12 de dezembro – 22            | Tufão violento             | 195 km/h (120 mph)              | 915 hPa (27.0 inHg)  | Filipinas, Ilhas Carolinas, Palau                                       | $500 000 000   | 401         | [ 317 ]                 |
| 29W                 | 14 de dezembro – 17            | Depressão tropical         | 45 km/h (30 mph)                | 1006 hPa (29.7 inHg) | Malásia                                                                 | Desconhecido   | 48          |                         |
| Totais da temporada |                                |                            |                                 |                      |                                                                         |                |             |                         |
| 41 sistemas         | 19 de janeiro – 22 de dezembro |                            | 220 km/h (140 mph)              | 895 hPa (26.4 inHg)  |                                                                         | $1 929 175 000 | 310         |                         |